# 驻不丹外交机构列表

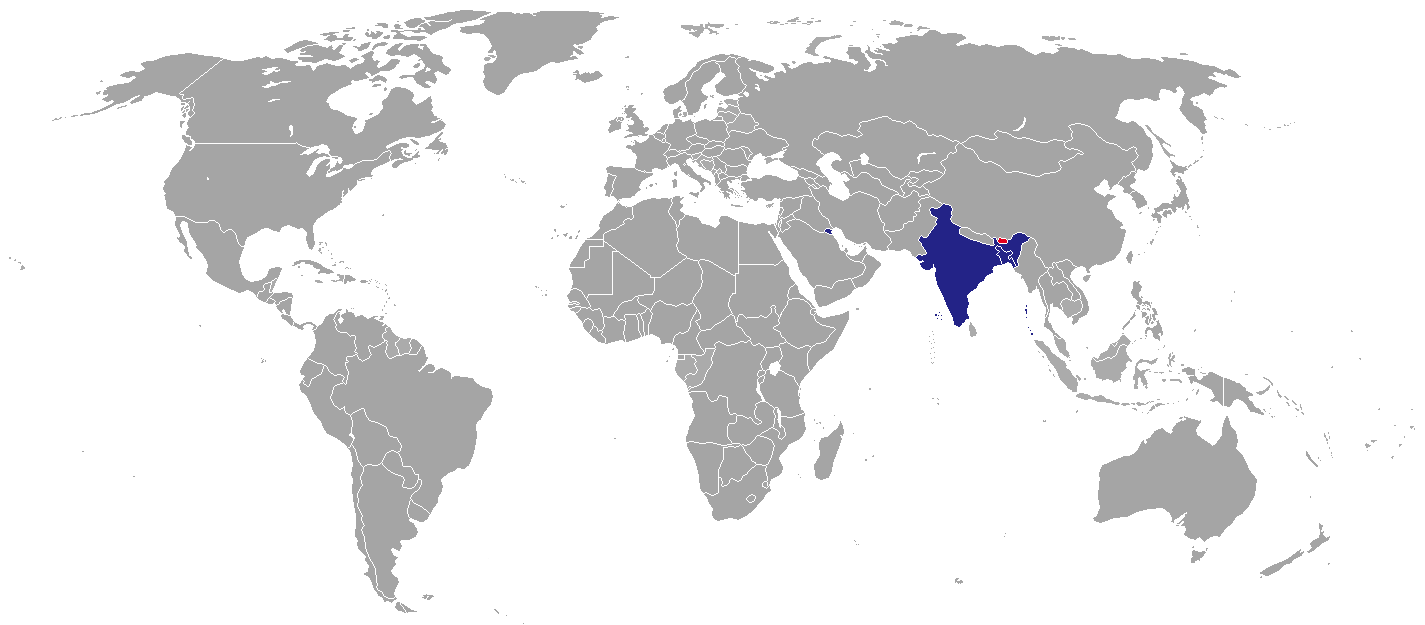
在不丹设有使馆的国家地图

现在，不丹的首都廷布共有3个大使馆，廷布也是世界上大使馆数量最少的首都之一（梵蒂冈城和瓦杜兹没有任何大使馆）。

## 大使馆
| - 印度 - 科威特 |

## 其他代表处
| - 奥地利 - 加拿大 - 丹麦 |

## 不丹境外
驻印度新德里的大使馆兼当驻不丹代表机构的国家：
| - 阿根廷 - 奥地利 - 比利时 - 巴西 - 加拿大 - 柬埔寨 - 中华人民共和国 - 哥伦比亚 - 捷克 - 丹麦 - 欧盟 - 芬兰 - 印度尼西亞 - 日本 | - 马来西亚 - 馬爾地夫 - 緬甸 - 尼泊尔 - 荷蘭 - 挪威 - 阿曼 - 菲律賓 - 沙烏地阿拉伯 - 新加坡 - 斯洛維尼亞 - 西班牙 - 斯里蘭卡 - 瑞典 - 瑞士 - 泰國 - 东帝汶 - 越南 - 中華民國 |

驻孟加拉国达卡的大使馆兼当驻不丹代表机构的国家：
| - 巴基斯坦 - 土耳其 |

驻中华人民共和国北京的大使馆兼当驻不丹代表机构的国家：
| - 马拉维 |

## 资料来源
1. 1 2  . （原始内容存档于2013-01-29）.
2. ↑  . itamaraty.gov.br.   [2015-02-23]. （原始内容存档于2015-02-23）.
3. ↑  .   [2017-06-27]. （原始内容存档于2018-06-25）.

- Foreign embassies in Bhutan